# Роу, Люк
Люк Роу (англ. Luke Rowe, род. 10 марта 1990 в Кардиффе, Уэльс) — великобританский профессиональный шоссейный велогонщик, выступающий с 2012 года за команду мирового тура «Ineos Grenadiers». 

## Достижения
2009
1-й ЗЛМ Тур
2010
1-й Гран-при Поджаны
3-й Гран-при Мармо
2011
1-й ЗЛМ Тур
1-й Этап 7 Тур Тюрингии
2012
1-й Этап 1 Тур Британии
2-й Дуо Норман
2015
1-й Этап 1 Тур Романдии (КГ)
2016
5-й Тур Фландрии
2017
1-й Этап 2 Хералд Сан Тур
3-й Кюрне — Брюссель — Кюрне
5-й Кэдел Эванс Грейт Оушен Роуд
6-й Омлоп Хет Ниувсблад
2018
1-й Этап 3 Критериум Дофине (КГ)
1-й Этап 2 Неделя Коппи и Бартали (КГ)
2019
6-й Кэдел Эванс Грейт Оушен Роуд

## Статистика выступлений

### Чемпионаты
| Соревнование             | Соревнование   | 2012 | 2013 | 2014 | 2015 | 2016 | 2017 | 2018 |
| ------------------------ | -------------- | ---- | ---- | ---- | ---- | ---- | ---- | ---- |
| Чемпионат мира           | Индивидуальная | —    | —    | —    | 9    | —    | —    | —    |
| Чемпионат мира           | Групповая      | 88   | НФ   | НФ   | НФ   | НФ   | —    | —    |
| Игры Содружества         | Индивидуальная | —    | —    | 17   | —    | —    | —    | —    |
| Игры Содружества         | Групповая      | —    | —    | 6    | —    | —    | —    | 14   |
| Чемпионат Великобритании | Индивидуальная | —    | 5    | 4    | —    | —    | —    | —    |
| Чемпионат Великобритании | Групповая      | 7    | 5    | 4    | 4    | —    | —    | —    |

#### Однодневки
| Монументальные           |      |      |      |      |      |      |      |
| Соревнование             | 2012 | 2013 | 2014 | 2015 | 2016 | 2017 | 2018 |
| Милан — Сан-Ремо         | —    | —    | —    | 130  | 91   | 98   | 146  |
| Тур Фландрии             | —    | 93   | 62   | 50   | 5    | 120  | ДКФ  |
| Париж — Рубе             | —    | 133  | 31   | 8    | 14   | НФ   | НФ   |
| Льеж — Бастонь — Льеж    | НФ   | —    | —    | —    | —    | —    | —    |
| Джиро ди Ломбардия       | —    | —    | —    | —    | —    | —    | —    |
| Классические             |      |      |      |      |      |      |      |
| Соревнование             | 2012 | 2013 | 2014 | 2015 | 2016 | 2017 | 2018 |
| Омлоп Хет Ниувсблад      | —    | 53   | 11   | 9    | 4    | 6    | —    |
| Кюрне — Брюссель — Кюрне | —    | —    | 120  | 51   | 84   | 3    | —    |
| Дварс дор Фландерен      | 64   | 36   | 66   | —    | —    | —    | 22   |
| E3 Харелбеке             | —    | 70   | НФ   | 13   | 21   | 15   | —    |
| Гент — Вевельгем         | —    | 56   | НФ   | НФ   | 22   | 22   | —    |
| Амстел Голд Рейс         | —    | —    | —    | —    | —    | —    | —    |
| Флеш Валонь              | 138  | —    | —    | —    | —    | —    | —    |
| Ваттенфаль Классик       | 67   | —    | —    | —    | 59   | —    | —    |

### Гранд-туры
| Гонка           | 2013 | 2014 | 2015 | 2016 | 2017 | 2018 |
| --------------- | ---- | ---- | ---- | ---- | ---- | ---- |
| Джиро д'Италия  | —    | —    | —    | —    | —    | —    |
| Тур де Франс    | —    | —    | 136  | 151  | 167  | 128  |
| Вуэльта Испании | 141  | НФ   | —    | —    | —    |      |

| НФ  | Не финишировал    |
| ДСК | Дисквалифицирован |
| —   | Не участвовал     |